# Surf casting

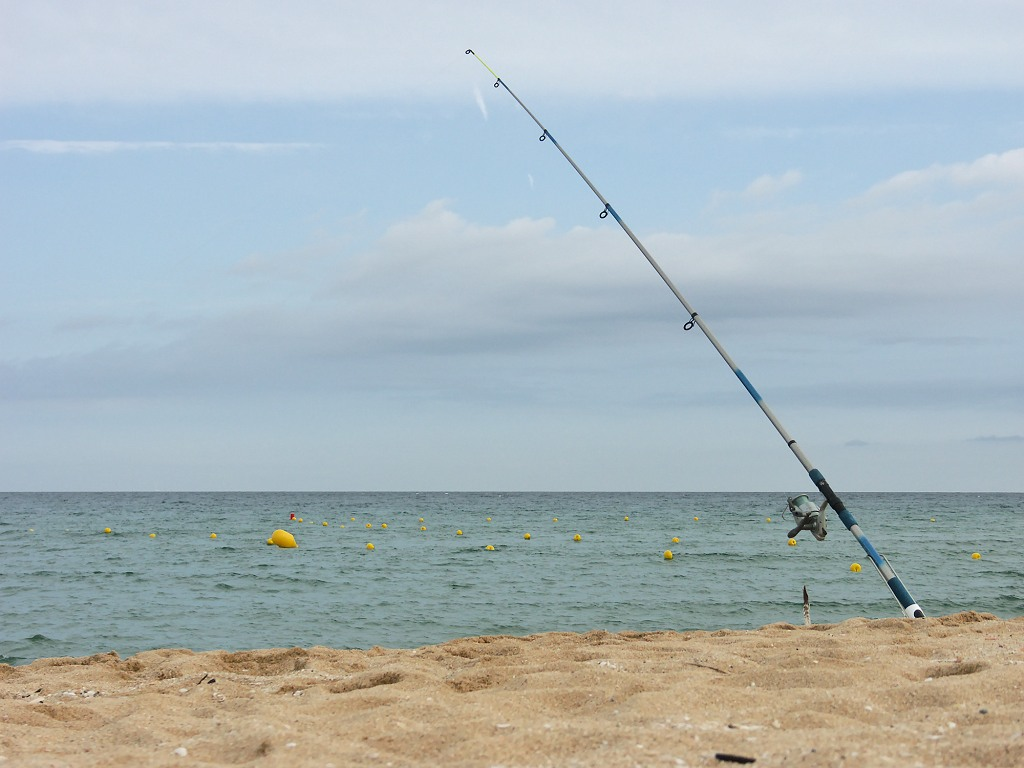
pesca desde la playa.

El surf casting es una modalidad de pesca deportiva o de afición, consistente en la pesca con caña de pescar, que se realiza desde la orilla de la playa o una zona portuaria. Es una forma de pesca muy conocida y relajante, excepto cuando es de competición.
La palabra surfcasting es un término que procede del inglés, que traducido al castellano significa, lanzando al oleaje. En español debería llamarse a esta modalidad, pesca de lanzado aunque se adquiere la forma inglesa para diferenciarla de otras modalidades. La variedad más extendida es el surfcasting, pero si se realiza desde escollera o muelle o en playas sin oleaje, siempre y cuando el fondo sea de tipo arenoso. El surf casting se ha mutado en otra variedad en que no se emplea el lanzado pesado sino que se usa un plomo más ligero y se denomina surf-fishing. 
Este tipo de pesca puede ser muy tranquilo y relajante, pero también se practica de manera deportiva orientada a la competición, donde las condiciones climatológicas y las propias características de esta pesca, pueden convertirla en una disciplina bastante dura y agotadora, que se ve recompensada con grandes capturas, que pueden llegar a pesar varios kg. en la mayoría de las especies. En esta modalidad, es muy cotizada la lubina, el sargo, la dorada, pampano, palometa, torito cornudo, pargo prieto macabi y otras muchas preciadas especies. 
Puede ser practicada casi en cualquier condición, indistintamente de la hora o las condiciones climatológicas, aunque hay surf-casters que encuentran su mayor atractivo practicándola por la noche y con mal tiempo.
El material usado consiste en una caña de pescar, preferiblemente de 3 tramos enchufables y de entre 4 y 4 metros y medio, un plomo de entre 100 y 150 gramos, y una gameta o anzuelo atado a un cabo de línea más flojo que el de la línea principal, que es donde colocamos el cebo adecuado para el pez que queremos pescar. Actualmente, se está empezando a usar bastante la caña telescópica, debido a su comodidad, y a que cada vez se asemeja mucho más a las características de las cañas por tramos.
Veamos cada elemento por separado:

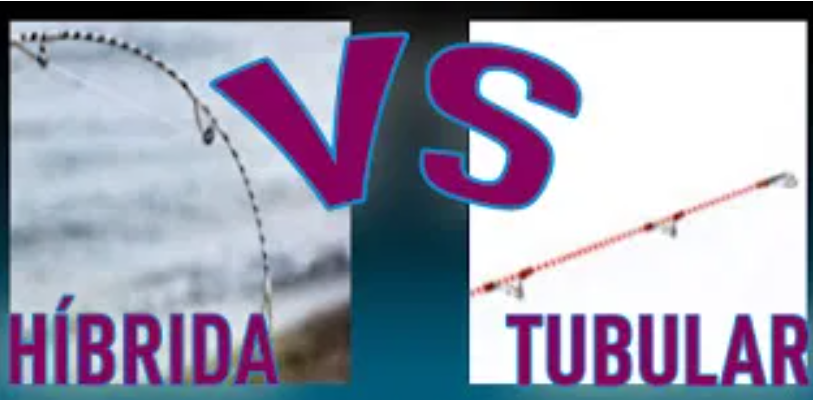
Caña. Preferiblemente de carbono, de 3 tramos enchufables y con una acción de pesca (se denomina acción a la capacidad mínima y máxima de lance de una caña de lanzado expresada en peso) de entre 100 y 300 gramos. Si es de acción de entre 100 y 200 g más o menos, entra en la categoría de lance ligero, y si es de entre 150 y 300 gramos, se le denomina de lance pesado.
- Tipo de Caña dependiendo de su uso:
- Caña tubular:La puntera tubular, como su nombre indica, está compuesta por un tubo hueco y que resulta más  rígida que la puntera híbrida. Este tipo de puntera nos permite lances más fuertes con plomos más pesados, por lo que conseguiremos sacar más metros de hilo. Eso si, para ello deberemos manejar estilos de lance más complicados como el otg o a la media vuelta. Dichos lances nos ayudará a ocnseguir unos metros más de lanzado incrementando así las posibilidades de una captura de mayor tamaño.
- Puntera híbrida:La puntera híbrida es mucho más flexible. En su parte final (30 o 50 centímetros). Esto nos permite efectuar lances muy pesados y fuertes, pero esos pocos metros que perdemos en el lance se ven compensados con un muy buen marcaje de la picada. En lo personal, últimamente estoy decantándome por las cañas con puntera híbrida ya que me parecen más divertidas a la hora de la picada. Además de resultar más fácil la recuperación del pez ya que en una carrera, la caña absorbe muy bien el envite. esto es muy útil en la pesca de la dorada.La mayor ventaja en este tipo de cañas suele ser la eficacia cuando un pez pica ya que suele quedarse enganchado al anzuelo debido a la clavada simultánea que nos proporciona la flexibilidad de la puntera.[1]   - Diferenicas en la acción de la puntera

- Plomos. Son los encargados de colocar nuestro cebo en el lugar adecuado. Los más usuales son los de entre 100 y 150 gramos. El más usado es el de varilla normal de 120 o 130 gramos por su versatilidad.
- Tipos:

#### Plomo de Grapas, Araña o Destrabe
Evidentemente como PRO os diré que es el que mejor se mantienen en el fondo, ya sea de 125 o 150 gr (cuanto mayor gramaje mayor anclaje al fondo). Es prácticamente el plomo más usado en fecha invernal para la captura de la codiciada lubina. Estos plomos tiene un contra, y es que hay que usar líneas de 0.25 mm como mínimo sino podremos partir al intentar desanclarlo. Aunque mucha gente critique este plomo para mi es uno de mis favoritos, sobre todo para la pesca invernal ya que es el que mejor se ancla al fondo y no se menea del sitio por nada (a no ser que haya mucha corriente lateral). Tiene bastante aguante con las algas al enterrarse las púas en la arena.
Imprescindible usar en días de mar gruesa-fuerte marejada.

#### Plomo de pirámide portuguesa
Dentro de los plomos de pirámides que existen es el que ofrece menor resistencia a la hora de recoger y se lanza algo más lejos que el anterior. Este plomo también se agarra bien al fondo aunque no tanto como el anterior. Lo mejor de este plomo es que nos permite usar líneas finas, así que en días de buena mar podremos usarlo siempre que no haya algas por detrás de las olas proporcionándonos un buen agarre.
Recomendable para aguas con fuerte marejada.

#### Plomo de Bola
Sin duda es uno de los plomos más antiguos que se usan, se agarra muy bien al fondo incluso en corrientes laterales, además de considerarse un plomo muy lanzador cuando el viento menea los otros plomos en el lance o en lances exigentes con el péndulo. A partir de este plomo ya iremos consiguiendo mayores distancias progresivamente con cada uno.
Recomendable para días de fuerte marejada-marejada.

#### Plomo de Golf
Este tipo de plomo hace muy poco que salió al mercado, se decía que se alcanza mayores distancias al estar diseñado igual que las pelotas de golf, que atrae más a las herreras porque los puntitos hace que levante arenilla…,¡cuento chino! Yo lo uso por otro motivo, y es que al contener mayor peso abajo hace que se agarre muy bien al fondo, además tiene una estructura  que hace que se alcance más distancia que con el de bola.
Recomendable para días con marejada.

#### Plomo de Bala
Otro plomo que se usa desde antaño ya sea en playa, espigón, barco… y que además se consigue grandes distancias con hilos finos. Con este plomo ya se tiene muy poco agarre al fondo, así que su utilización se resigna casi exclusivamente a la época estival cuando las aguas están más paradas debido a la entrada de otros vientos.
Recomendable para días de mar rizada.

#### Plomo Fino
Este plomo será nuestro aliado cuando la distancia se consideré primordial para alcanzar el comedero en aquellas playas someras. Como contra destacar que hay que usarlo cuando apenas hay oleaje o corriente para que no se desplace del fondo. También cuando no haya vientos laterales que nos menee el plomo cuando esté volando tras el lance, para que consiga su mayor distancia.
Recomendable para días de mar rizada-mar en calma.

## Otros tipos de plomos de surfcasting

#### Plomo Bala con alas
Este tipo de plomo es muy recomendable para zonas con piedras. Hace que las aletas que incorpora dicho plomo nos lo levante mejor del fondo, evitando que se enganche y partamos. En escolleras/espigones también es bastante usado para con el mismo fin, no partir la línea si estamos en un pedregal.

#### Plomo estrella
Plomo con una forma muy peculiar, de estrella que hace que con los salientes que incorpora se agarre bien al fondo. Muy usado en espigones o playas con salidas de ríos donde hay mucha corriente lateral.
Una vez descrito los plomos de surfcasting más usados os diré como actúo yo para elegir cual poner. Siempre hay que tener claro que especies estamos buscando, ya que si buscamos doradas en pleno verano lo lógico es salir con días de aguas calma y buscarlas a largas distancias. Una vez dicho esto yo los separo en 2 partes: invernales y estivales.
Cuando busco en pleno invierno la lubina suelo poner básicamente 3 tipos de plomos: araña, pirámide y bola, ya que suelo salir en días con mar muy bravas. Cuando busco la dorada en pleno verano suelo ir en días de aguas calma, así que optaré por plomos fino de lance, bala y golf. En fechas intermedias dependiendo del día y de la especie que busque pues elegiré unos de ese abanico de plomos. Espero que os quede algo más claros los tipos de plomos, en lo que si hay que estar seguro es en que siempre hay que fijarse en el estado de la mar y elegir el plomo que nos permita tenerlo asegurado en el fondo, de lo contrario se nos meneará del fondo y rizará el aparejo o gameta.
- Aparejo o bajo de línea. Es el montaje de hilos y útiles donde irá instalado el anzuelo y la plomada. Hay hilos de varios tipos de números recomendados para sitios diferentes desde el 0,15 hasta el 0,30 están diseñados para playa y desde el 0,30 hasta el 0,45 espigón.

- Cebo. Es la carnada que ponemos para atraer el pez a nuestro anzuelo. Las hay de muchos tipos, siendo la clasificación más importante entre natural y artificial. El cebo artificial no tiene utilidad en el surf casting porque carecen de olor. El mejor cebo para iniciarse es el coreano por su resistencia y precio (entre 2 y 3 euros). Para ponerlo en el anzuelo se deben usar agujas para gusano en el cual se inserta y se pasa al anzuelo.
- Tipos:

### 1. Cangrejo
El cangrejo verde y la calavereta se suelen anzuelar quitándoles las patas traseras y pasando el anzuelo por el hueco que queda. También se utiliza “loctite” para pegar el anzuelo al cuerpo y así no reciben ningún daño. En el caso de la calavereta es necesario arrancarle las patas traseras sea cual sea la forma de anzuelar ya que con estas se entierran y desaparecen de la vista.
A los ermitaños los despojaremos de la concha y los anzuelaremos sin ella. El mejor truco que conozco es con un mechero calentar el extremo de la concha y ellos mismos salen de una pieza. Si no disponemos de mechero la romperemos pero así los dañaremos en muchas ocasiones.
A la hora de lanzar lo haremos con suavidad para intentar que lleguen en la mejor condición posible al fondo.

### 2. Mejillón
Se trata de un alimento muy importante en su dieta y lo podemos comprobar cuando limpiamos en casa alguna de nuestras capturas, ya que en muchísimas ocasiones al extraer las tripas encontramos restos de ellos.
Mejillón
Se puede anzuelar con o sin conchas. Si sospechamos que hay grandes ejemplares es mejor presentarlos enteros. Los abriremos con la ayuda de una navaja e introduciremos el anzuelo dentro dejando la punta en el exterior.
Si decidimos presentarlos sin concha, extraeremos varios y los licraremos en una aguja, para posteriormente anzuelarlos como si de un gusano se tratara.

### 3. Gusano americano.
Se trata de uno de los gusanos más efectivos, también llamado en algunos lugares “gusano de sangre”. El líquido que le da nombre no es exactamente sangre pero lo parece y tiene gran poder de atracción para los peces.
Gusano americano
Como su nombre indica proviene de las costas orientales de Norte América y aún no formando parte de nuestros hábitats dan muy buen resultado.
Es un gusano bastante duro y aguanta bien el ataque de la morralla y el lance. Debemos tener cuidado al anzuelarlo ya que están provistos de cuatro potentes “dientes” y si recibimos una mordedura puede ser relativamente dolorosa. Recomiendo ensartarlos en la aguja empezando por la parte de la cola.
Los hay de todos los tamaños, cuando los tengamos muy grandes podemos cebar usando pequeños trozos y sería conveniente licrar en los dos extremos para retrasar la pérdida de “sangre”.

### 4. Tita
Uno de los gusanos más populares para la pesca de la dorada. Se encuentran de manera natural en nuestras costas y son parte de su dieta habitual. Los podemos encontrar en fondos de arena y fangosos.
Tita
Se comercializan en varios tamaños. A las más pequeñas se las suele llamar “tita bibi”, luego están las normales o medianas y por último las más grandes, también llamadas “titas de palangre”. Las pequeñas y medianas se anzuelan de una pieza mediante una aguja hueca; una vez introducidas en esta se pasa el hilo del anzuelo a través de la aguja y luego pasamos la tita al hilo minimizando el daño. De esta forma evitamos la curva del anzuelo y que se nos vacíen de su preciado líquido (una vez pierden el líquido siguen siendo efectivas). Las más grandes se cortan a tiras y se licran en una aguja.
- Bajos de línea: los bajos de línea son el hilo y anzuelo que se ponen al final. Hay diferentes tipos de bajos:
  - El bajo corredizo es en el que el hilo se pasa por la anilla del plomo de varilla y se ata al esmerillón poniendo una perla blanda para proteger un nudo y a la otra parte se pone el bajo, un hilo de fluorocarbono de entre 1 y 3 metros

## Factores que influyen en la decisión de implementar bajos de línea
En primer lugar hay que tomar en cuenta que la longitud del hilo debe estar entre el metro y el metro y medio, pues esta longitud proporciona el rango perfecto para la fabricación de los bajos.
En segundo lugar también es fundamental y muy lógico el tipo de pez que se quiere pescar. Debido a que las cametas dependerán del tamaño, peso y potencia de captura.
El tercer factor a tomar en cuenta es la zona, se necesita conocer cuál es la profundidad de las aguas. En esto también influyen los hábitos de alimentación que tenga el tipo de pez que se captura en la zona.

## Véasetambién
- Pesca deportiva
- Aparejo (pesca)
- como hacer un montaje
- cebos para la dorada